# Óscar Antonio Ramírez
Óscar Antonio Ramírez Hernández (Heredia, 8 december 1964) is een voormalig  profvoetballer uit Costa Rica. Als middenvelder speelde hij louter en alleen clubvoetbal in zijn vaderland. Ramírez beëindigde zijn actieve carrière in 2000 bij CD Saprissa. Met die club won hij drie keer de Costa Ricaanse landstitel. Ramírez trad medio 2015 aan als bondscoach van Costa Rica na het voortijdige vertrek van Paulo Wanchope. Na het mislukte WK voetbal 2018 in Rusland, waar zijn vaderland in de groepsfase werd uitgeschakeld, kreeg hij geen nieuwe verbintenis aangeboden.

## Interlandcarrière
Ramírez, bijgenaamd El Machillo, speelde in totaal 75 officiële interlands (zes doelpunten) voor zijn vaderland Costa Rica. Hij maakte zijn debuut voor de nationale ploeg op 6 februari 1985 in de vriendschappelijke thuiswedstrijd tegen El Salvador (2-1). Ramírez nam met zijn vaderland deel aan de WK-eindronde in 1990.

## Trainerscarrière
Ramírez leidde Costa Rica achter Mexico als de nummer twee van de CONCACAF-zone naar het WK voetbal 2018 in Rusland. Daar wist zijn selectie, in 2014 nog verliezend kwartfinalest tijdens de eindronde in Brazilië, geen potten te breken. Costa Rica begon het toernooi op zaterdag 17 juni met een 1-0 nederlaag tegen Servië, dat de winst in de Cosmos Arena in Samara veiligstelde door een rake vrije trap van de voet van Aleksandar Kolarov in de 56ste minuut. Vijf dagen later volgde een 2-0 nederlaag tegen Brazilië, een van de titelkandidaten, dat overigens pas in de blessuretijd afstand nam van de Midden-Amerikanen. De treffers kwamen op naam van Philippe Coutinho (91ste minuut) en sterspeler Neymar (95ste minuut). In de derde en afsluitende groepswedstrijd, op 27 juni, werd met 2-2 gelijkgespeeld tegen Zwitserland, waardoor uitschakeling een feit was. Kendall Waston scoorde voor Costa Rica, gevolgd door een eigen doelpunt van de Zwitserse doelman Yann Sommer in de extra-tijd.
Ramírez kreeg na de uitschakeling veel kritiek in zijn thuisland en werd zelfs bedreigd door fans. Hem werd na de voortijdige eliminatie in de groepsfase geen nieuw contract aangeboden door de voetbalbond van het Midden-Amerikaanse land. Bondspresident Rodolfo Villalobos vroeg tijdens de persconferentie waarin dit bekendgemaakt werd aan de fans om zich vredig te gedragen.

## Erelijst

### Als speler
LD Alajuelense
- Costa Ricaans landskampioen

1983, 1984, 1991, 1992
 CD Saprissa
- Costa Ricaans landskampioen

1995, 1998, 1999